# 圣萨尔瓦托雷-蒙费拉托
圣萨尔瓦托雷-蒙费拉托（義大利語：San Salvatore Monferrato），是意大利亚历山德里亚省的一个市镇。总面积31.65平方公里，人口4504人，人口密度142.3人/平方公里（2009年）。ISTAT代码为006154。